# Brenden Aaronson
Brenden Russell Aaronson (Medford, 22 oktober 2000) is een Amerikaans voetballer die doorgaans speelt als middenvelder. In juli 2022 verruilde hij Red Bull Salzburg voor Leeds United. Aaronson maakte in 2020 zijn debuut in het voetbalelftal van de Verenigde Staten.

## Clubcarrière
Aaronson begon met voetballen in de jeugdopleiding van Philadelphia Union, die hij volledig doorliep. Hij maakte zijn debuut op 18 maart 2019, tegen Atlanta United. Aaronson mocht van coach Jim Curtin in de basisopstelling beginnen en twee minuten na de rust opende hij de score op aangeven van Kai Wagner. Door een treffer van Ezequiel Barco werd het uiteindelijk 1–1. Aaronson maakte het laatste fluitsignaal mee vanaf de reservebank, nadat hij gewisseld was ten faveure van Ilsinho. In oktober 2020 werd bekend dat Aaronson in januari 2021 voor een bedrag van circa vijf miljoen euro de overstap zou maken naar Red Bull Salzburg, waar hij zijn handtekening zette onder een verbintenis voor de duur van vierenhalf jaar. In mei 2022 werd hij voor de zomer erna aangetrokken door Leeds United, wat achtentwintig miljoen euro voor hem betaalde. Hij tekende voor vijf jaar bij de Engelse club. Met Leeds degradeerde hij uit de Premier League, waarna hij op huurbasis vertrok naar Union Berlin.

## Clubstatistieken
| Seizoen | Club               | Competitie          | Competitie | Competitie | Beker | Beker | Internationaal | Internationaal | Totaal | Totaal |
| Seizoen | Club               | Competitie          | Wed.       | Dlp.       | Wed.  | Dlp.  | Wed.           | Dlp.           | Wed.   | Dlp.   |
| ------- | ------------------ | ------------------- | ---------- | ---------- | ----- | ----- | -------------- | -------------- | ------ | ------ |
| 2019    | Philadelphia Union | Major League Soccer | 30         | 3          | 0     | 0     | —              | —              | 30     | 3      |
| 2020    | Philadelphia Union | Major League Soccer | 27         | 4          | 0     | 0     | —              | —              | 27     | 4      |
| 2020/21 | Red Bull Salzburg  | Bundesliga          | 20         | 5          | 3     | 2     | 2              | 0              | 25     | 7      |
| 2021/22 | Red Bull Salzburg  | Bundesliga          | 26         | 4          | 5     | 0     | 10             | 2              | 41     | 6      |
| 2022/23 | Leeds United       | Premier League      | 36         | 1          | 4     | 0     | —              | —              | 40     | 1      |
| 2023/24 | → Union Berlin     | Bundesliga          | 30         | 2          | 2     | 0     | 6              | 0              | 38     | 2      |
| 2024/25 | Leeds United       | Championship        | 46         | 9          | 1     | 0     | —              | —              | 47     | 9      |
| Totaal  | Totaal             | Totaal              | 215        | 28         | 15    | 2     | 18             | 2              | 248    | 32     |

Bijgewerkt op 20 juni 2025.

## Interlandcarrière
Aaronson maakte zijn debuut in het voetbalelftal van de Verenigde Staten op 1 februari 2020, toen met 1–0 gewonnen werd van Costa Rica door een doelpunt van Ulysses Llanez. Aaronson mocht van bondscoach Gregg Berhalter in de basis beginnen en hij werd na zesenzestig minuten gewisseld ten faveure van Brandon Servania. De andere debutanten dit duel waren Sam Vines (Colorado Rapids), Ulysses Llanez (VfL Wolfsburg), Jesús Ferreira, Brandon Servania (FC Dallas), Mark McKenzie (eveneens Philadelphia Union) en Chase Gasper (Minnesota United). Zijn eerste doelpunt in de nationale ploeg volgde op 9 december 2020, tijdens een vriendschappelijke wedstrijd tegen El Salvador. Na doelpunten van Paul Arriola, Chris Mueller (tweemaal), Sebastian Lletget en Ayo Akinola zorgde Aaronson voor de zesde treffer van de wedstrijd. Uiteindelijk bleef het bij 6–0.
In november 2022 werd Aaronson door Berhalter opgenomen in de selectie van de Verenigde Staten voor het WK 2022. Tijdens dit WK werden de Verenigde Staten door Nederland uitgeschakeld in de achtste finales nadat in de groepsfase gelijkgespeeld was tegen Wales en Engeland en gewonnen van Iran. Aaronson kwam in alle vier duels in actie. Zijn toenmalige clubgenoten Tyler Adams (eveneens Verenigde Staten) en Rasmus Nissen Kristensen (Denemarken) waren ook actief op het toernooi.
Berhalter nam Aaronson in juni 2024 op in zijn selectie voor de Copa América 2024. Op dit toernooi werden de Verenigde Staten uitgeschakeld in de groepsfase na een overwinning op Bolivia (2–0) en nederlagen tegen Panama (2–1) en Uruguay (0–1). Aaronson speelde alleen tegen Bolivia mee.
| Interlands van Brenden Aaronson voor Verenigde Staten | Interlands van Brenden Aaronson voor Verenigde Staten | Interlands van Brenden Aaronson voor Verenigde Staten | Interlands van Brenden Aaronson voor Verenigde Staten | Interlands van Brenden Aaronson voor Verenigde Staten | Interlands van Brenden Aaronson voor Verenigde Staten | Interlands van Brenden Aaronson voor Verenigde Staten |
| №                                                     | Datum                                                 | Wedstrijd                                             | Uitslag                                               | Competitie                                            | Goals                                                 |                                                       |
| Als speler bij Philadelphia Union                     | Als speler bij Philadelphia Union                     | Als speler bij Philadelphia Union                     | Als speler bij Philadelphia Union                     | Als speler bij Philadelphia Union                     | Als speler bij Philadelphia Union                     | Als speler bij Philadelphia Union                     |
| ----------------------------------------------------- | ----------------------------------------------------- | ----------------------------------------------------- | ----------------------------------------------------- | ----------------------------------------------------- | ----------------------------------------------------- | ----------------------------------------------------- |
| 1                                                     | 1 februari 2020                                       | Verenigde Staten – Costa Rica                         | 1 – 0                                                 | Vriendschappelijk                                     |                                                       |                                                       |
| 2                                                     | 9 december 2020                                       | Verenigde Staten – El Salvador                        | 6 – 0                                                 | Vriendschappelijk                                     | 50'                                                   |                                                       |
| Als speler bij Red Bull Salzburg                      |                                                       |                                                       |                                                       |                                                       |                                                       |                                                       |
| 3                                                     | 25 maart 2021                                         | Verenigde Staten – Jamaica                            | 4 – 1                                                 | Vriendschappelijk                                     | 52'                                                   |                                                       |
| 4                                                     | 28 maart 2021                                         | Noord-Ierland – Verenigde Staten                      | 1 – 2                                                 | Vriendschappelijk                                     |                                                       |                                                       |
| 5                                                     | 30 mei 2021                                           | Zwitserland – Verenigde Staten                        | 2 – 1                                                 | Vriendschappelijk                                     |                                                       |                                                       |
| 6                                                     | 3 juni 2021                                           | Verenigde Staten – Honduras                           | 1 – 0                                                 | Nations League 2019/20                                |                                                       |                                                       |
| 7                                                     | 9 juni 2021                                           | Verenigde Staten – Costa Rica                         | 4 – 0                                                 | Vriendschappelijk                                     | 8'                                                    |                                                       |
| 8                                                     | 2 september 2021                                      | El Salvador – Verenigde Staten                        | 0 – 0                                                 | WK 2022 kwalificatie                                  |                                                       |                                                       |
| 9                                                     | 5 september 2021                                      | Verenigde Staten – Canada                             | 1 – 1                                                 | WK 2022 kwalificatie                                  | 55'                                                   |                                                       |
| 10                                                    | 8 september 2021                                      | Honduras – Verenigde Staten                           | 1 – 4                                                 | WK 2022 kwalificatie                                  | 86'                                                   |                                                       |
| 11                                                    | 7 oktober 2021                                        | Verenigde Staten – Jamaica                            | 2 – 0                                                 | WK 2022 kwalificatie                                  |                                                       |                                                       |
| 12                                                    | 10 oktober 2021                                       | Panama – Verenigde Staten                             | 1 – 0                                                 | WK 2022 kwalificatie                                  |                                                       |                                                       |
| 13                                                    | 13 oktober 2021                                       | Verenigde Staten – Costa Rica                         | 2 – 1                                                 | WK 2022 kwalificatie                                  |                                                       |                                                       |
| 14                                                    | 12 november 2021                                      | Verenigde Staten – Mexico                             | 2 – 0                                                 | WK 2022 kwalificatie                                  |                                                       |                                                       |
| 15                                                    | 16 november 2021                                      | Jamaica – Verenigde Staten                            | 1 – 1                                                 | WK 2022 kwalificatie                                  |                                                       |                                                       |
| 16                                                    | 27 januari 2022                                       | Verenigde Staten – El Salvador                        | 1 – 0                                                 | WK 2022 kwalificatie                                  |                                                       |                                                       |
| 17                                                    | 30 januari 2022                                       | Canada – Verenigde Staten                             | 2 – 0                                                 | WK 2022 kwalificatie                                  |                                                       |                                                       |
| 18                                                    | 2 februari 2022                                       | Verenigde Staten – Honduras                           | 3 – 0                                                 | WK 2022 kwalificatie                                  |                                                       |                                                       |
| 19                                                    | 1 juni 2022                                           | Verenigde Staten – Marokko                            | 3 – 0                                                 | Vriendschappelijk                                     | 26'                                                   |                                                       |
| 20                                                    | 5 juni 2022                                           | Verenigde Staten – Uruguay                            | 0 – 0                                                 | Vriendschappelijk                                     |                                                       |                                                       |
| 21                                                    | 10 juni 2022                                          | Verenigde Staten – Grenada                            | 5 – 0                                                 | Nations League 2022/23                                |                                                       |                                                       |
| 22                                                    | 14 juni 2022                                          | El Salvador – Verenigde Staten                        | 1 – 1                                                 | Nations League 2022/23                                |                                                       |                                                       |
| Als speler bij Leeds United                           |                                                       |                                                       |                                                       |                                                       |                                                       |                                                       |
| 23                                                    | 23 september 2022                                     | Japan – Verenigde Staten                              | 2 – 0                                                 | Vriendschappelijk                                     |                                                       |                                                       |
| 24                                                    | 27 september 2022                                     | Saoedi-Arabië – Verenigde Staten                      | 0 – 0                                                 | Vriendschappelijk                                     |                                                       |                                                       |
| 25                                                    | 21 november 2022                                      | Verenigde Staten – Wales                              | 1 – 1                                                 | WK 2022                                               |                                                       |                                                       |
| 26                                                    | 25 november 2022                                      | Engeland – Verenigde Staten                           | 0 – 0                                                 | WK 2022                                               |                                                       |                                                       |
| 27                                                    | 29 november 2022                                      | Iran – Verenigde Staten                               | 0 – 1                                                 | WK 2022                                               |                                                       |                                                       |
| 28                                                    | 3 december 2022                                       | Nederland – Verenigde Staten                          | 3 – 1                                                 | WK 2022                                               |                                                       |                                                       |
| 29                                                    | 24 maart 2023                                         | Grenada – Verenigde Staten                            | 1 – 7                                                 | Nations League 2022/23                                | 20'                                                   |                                                       |
| 30                                                    | 27 maart 2023                                         | Verenigde Staten – El Salvador                        | 1 – 0                                                 | Nations League 2022/23                                |                                                       |                                                       |
| 31                                                    | 15 juni 2023                                          | Verenigde Staten – Mexico                             | 3 – 0                                                 | Nations League 2022/23                                |                                                       |                                                       |
| 32                                                    | 18 juni 2023                                          | Verenigde Staten – Canada                             | 2 – 0                                                 | Nations League 2022/23                                |                                                       |                                                       |
| Als speler bij Union Berlin                           |                                                       |                                                       |                                                       |                                                       |                                                       |                                                       |
| 33                                                    | 9 september 2023                                      | Verenigde Staten – Oezbekistan                        | 3 – 0                                                 | Vriendschappelijk                                     |                                                       |                                                       |
| 34                                                    | 12 september 2023                                     | Verenigde Staten – Oman                               | 4 – 0                                                 | Vriendschappelijk                                     | 60'                                                   |                                                       |
| 35                                                    | 14 oktober 2023                                       | Verenigde Staten – Duitsland                          | 1 – 3                                                 | Vriendschappelijk                                     |                                                       |                                                       |
| 36                                                    | 17 oktober 2023                                       | Verenigde Staten – Ghana                              | 4 – 0                                                 | Vriendschappelijk                                     |                                                       |                                                       |
| 37                                                    | 16 november 2023                                      | Verenigde Staten – Trinidad en Tobago                 | 3 – 0                                                 | Nations League 2023/24                                |                                                       |                                                       |
| 38                                                    | 20 november 2023                                      | Trinidad en Tobago – Verenigde Staten                 | 2 – 1                                                 | Nations League 2023/24                                |                                                       |                                                       |
| 39                                                    | 21 maart 2024                                         | Verenigde Staten – Jamaica                            | 3 – 1 n.v.                                            | Nations League 2023/24                                |                                                       |                                                       |
| 40                                                    | 24 maart 2024                                         | Verenigde Staten – Mexico                             | 2 – 0                                                 | Nations League 2023/24                                |                                                       |                                                       |
| 41                                                    | 12 juni 2024                                          | Verenigde Staten – Brazilië                           | 1 – 1                                                 | Vriendschappelijk                                     |                                                       |                                                       |
| 42                                                    | 23 juni 2024                                          | Verenigde Staten – Bolivia                            | 2 – 0                                                 | Copa América 2024                                     |                                                       |                                                       |
| Als speler bij Leeds United                           |                                                       |                                                       |                                                       |                                                       |                                                       |                                                       |
| 43                                                    | 7 september 2024                                      | Verenigde Staten – Canada                             | 1 – 2                                                 | Vriendschappelijk                                     |                                                       |                                                       |
| 44                                                    | 10 september 2024                                     | Verenigde Staten – Nieuw-Zeeland                      | 1 – 1                                                 | Vriendschappelijk                                     |                                                       |                                                       |
| 45                                                    | 12 oktober 2024                                       | Verenigde Staten – Panama                             | 2 – 0                                                 | Vriendschappelijk                                     |                                                       |                                                       |
| 46                                                    | 15 oktober 2024                                       | Mexico – Verenigde Staten                             | 2 – 0                                                 | Vriendschappelijk                                     |                                                       |                                                       |
| 47                                                    | 18 november 2024                                      | Verenigde Staten – Jamaica                            | 4 – 2                                                 | Nations League 2024/25                                |                                                       |                                                       |

Bijgewerkt op 20 juni 2025.

## Erelijst
| Competitie              |                   |                           |                   |                   |
| Competitie              | Aantal            | Jaren                     |                   |                   |
| Red Bull Salzburg       | Red Bull Salzburg | Red Bull Salzburg         | Red Bull Salzburg | Red Bull Salzburg |
| ----------------------- | ----------------- | ------------------------- | ----------------- | ----------------- |
| Bundesliga              | 2                 | 2020/21, 2021/22          |                   |                   |
| ÖFB-Cup                 | 2                 | 2020/21, 2021/22          |                   |                   |
| Leeds Unied             |                   |                           |                   |                   |
| Championship            | 1                 | 2024/25                   |                   |                   |
| Verenigde Staten        |                   |                           |                   |                   |
| CONCACAF Nations League | 3                 | 2019/20, 2022/23, 2023/24 |                   |                   |